# Erpe (Flandern)
Erpe ist eine Teilgemeinde von Erpe-Mere an der Molenbeek-Ter Erpenbeek in der Denderstreek in der Region Flandern. Sie liegt im Südosten der Provinz Ostflandern und gehört zum Arrondissement Aalst. Die Teilgemeinde wird begrenzt von den Teilgemeinden Mere, Ottergem und Erondegem und den Gemeindegebieten von Lede (Teilgemeinden Impe und Lede) und Aalst (Teilgemeinden Aalst und Nieuwerkerken). Erpe hat 4903 Einwohner (1. Januar 2003) und eine Fläche von 8,28 km². Die Bevölkerungsdichte ist 592 Einw./km².

## Geschichte
Erpe wurde erstmals im Jahre 1057 in einem Dokument erwähnt, obwohl das Dorf wahrscheinlich viel älter ist. Der Name ist aus dem Namen Erpo abgeleitet. Zwischen dem 18. und 19. Jahrhundert nahm die Bevölkerung von Erpe stetig zu. Im Jahr 1769 gab es 1032 Einwohner, 1801 1638 und 1893 schon 2394. Gegen Ende des 19. Jahrhunderts gab es zwei Wassermühlen im Dorf, eine Windmühle, zwei Brauereien und eine Essigmacherei.

## Sehenswürdigkeiten
- Die Cottemmolen ist eine oberschlächtige Wassermühle und steht in der Molenstraat 36. Früher war es eine Kornmühle und Ölmühle. Später war es allein eine Kornmühle. Sie steht unter Denkmalschutz (Rijksmonument): [1]
- Die Van Der Biestmolen ist eine oberschlächtige Wassermühle und steht in der Dorpsstraat 3. Es ist eine Kornmühle und steht nicht unter Denkmalschutz.
- Der Wasserturm der Tussengemeentelijke Maatschappij der Vlaanderen voor Watervoorziening.
- In Erpe steht die Sint-Martinuskirche. Erpe gehört zum Dekanat von Lede.

## Galerie

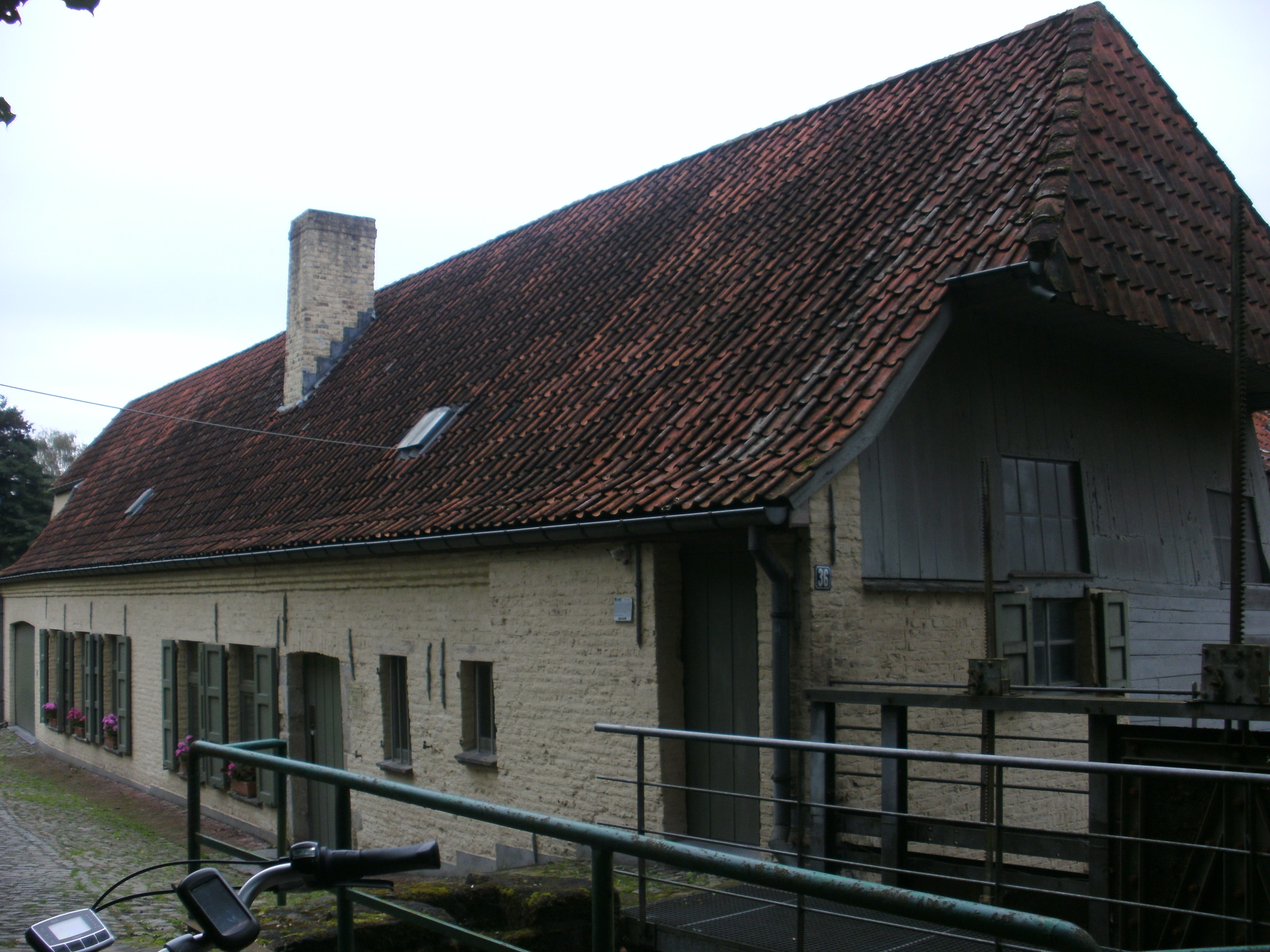
Vorderansicht der Cottemmolen in Erpe
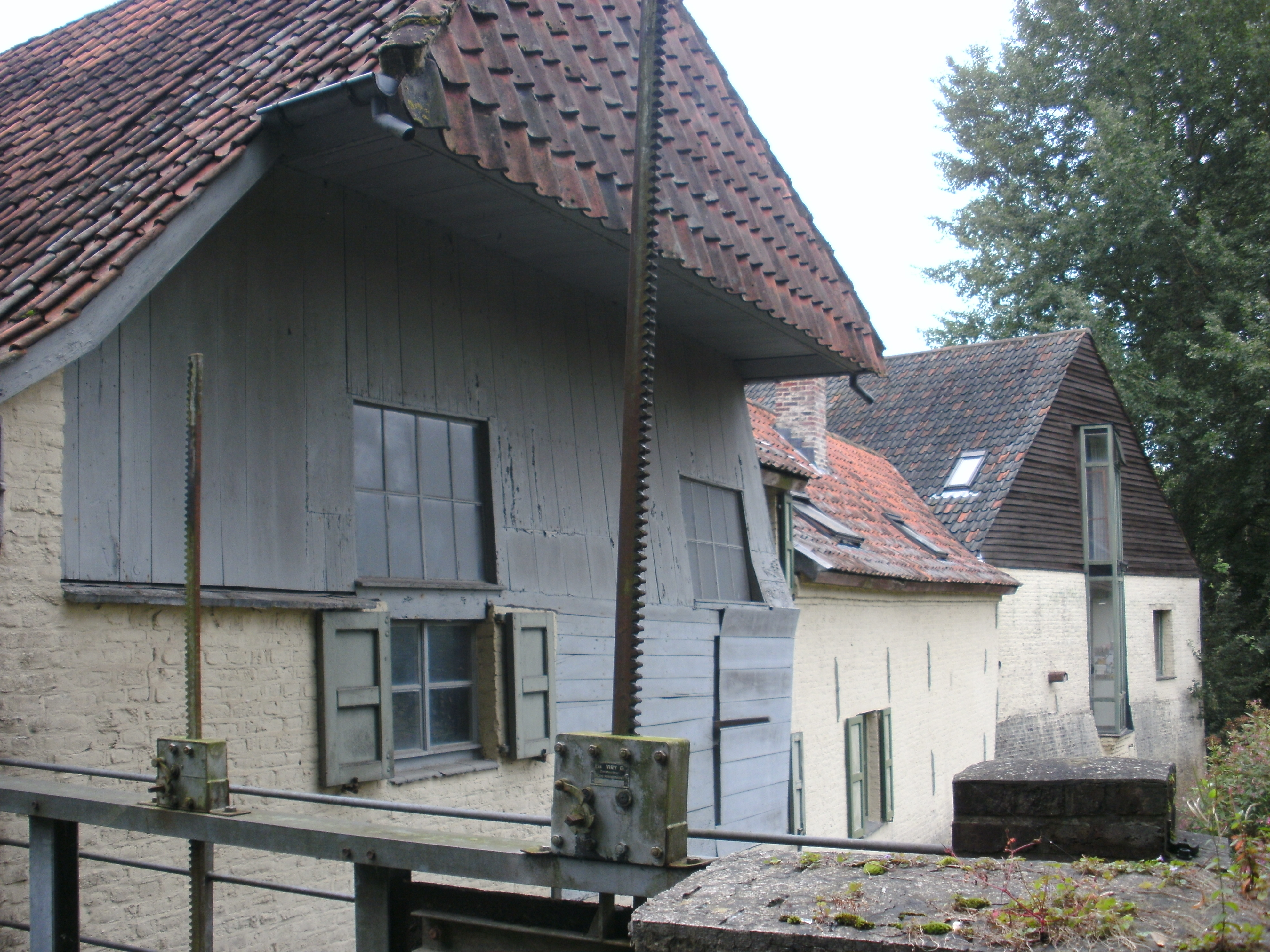
Seitenansicht der Cottemmolen in Erpe
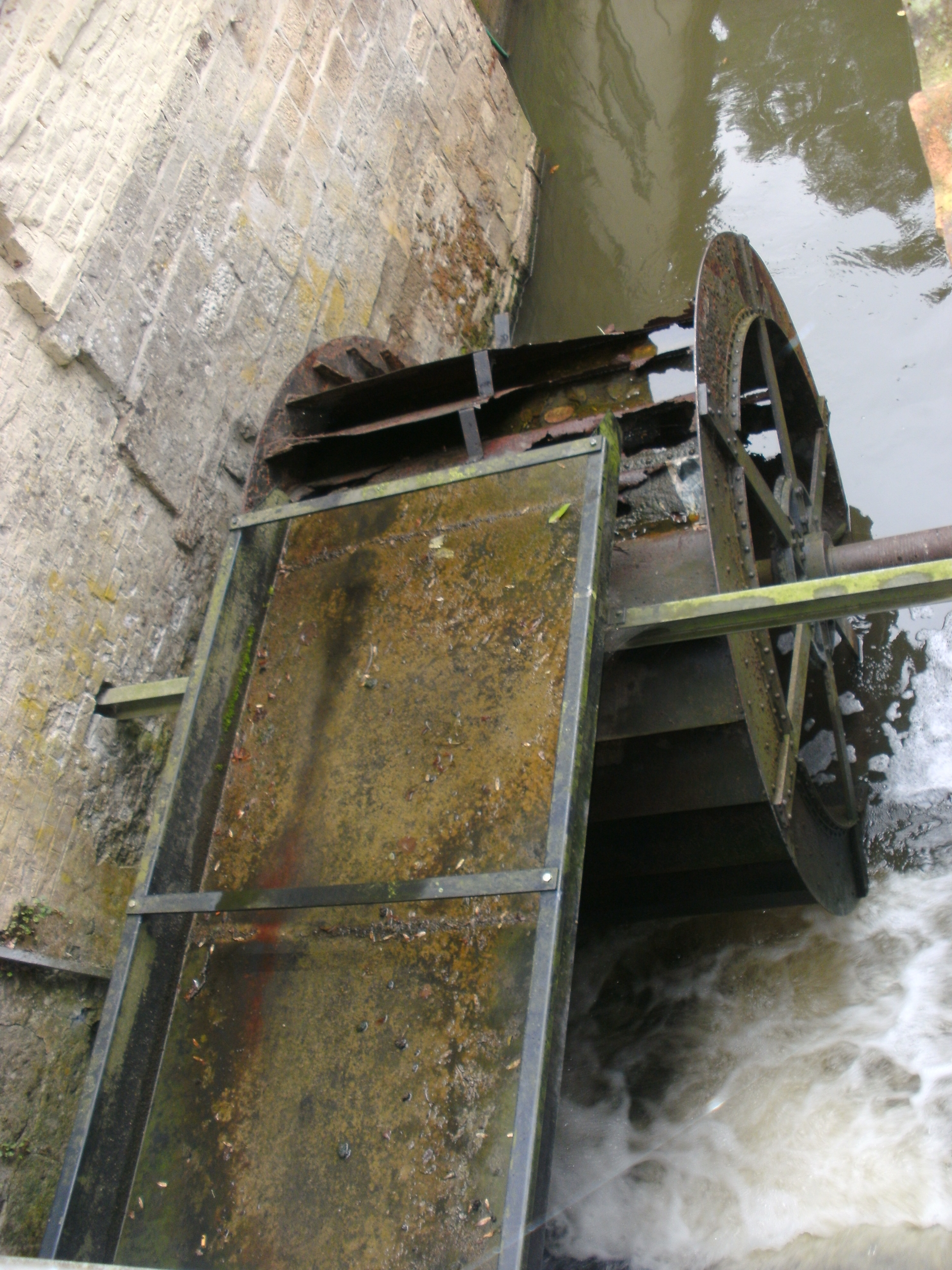
Wasserrad der Cottemmolen in Erpe
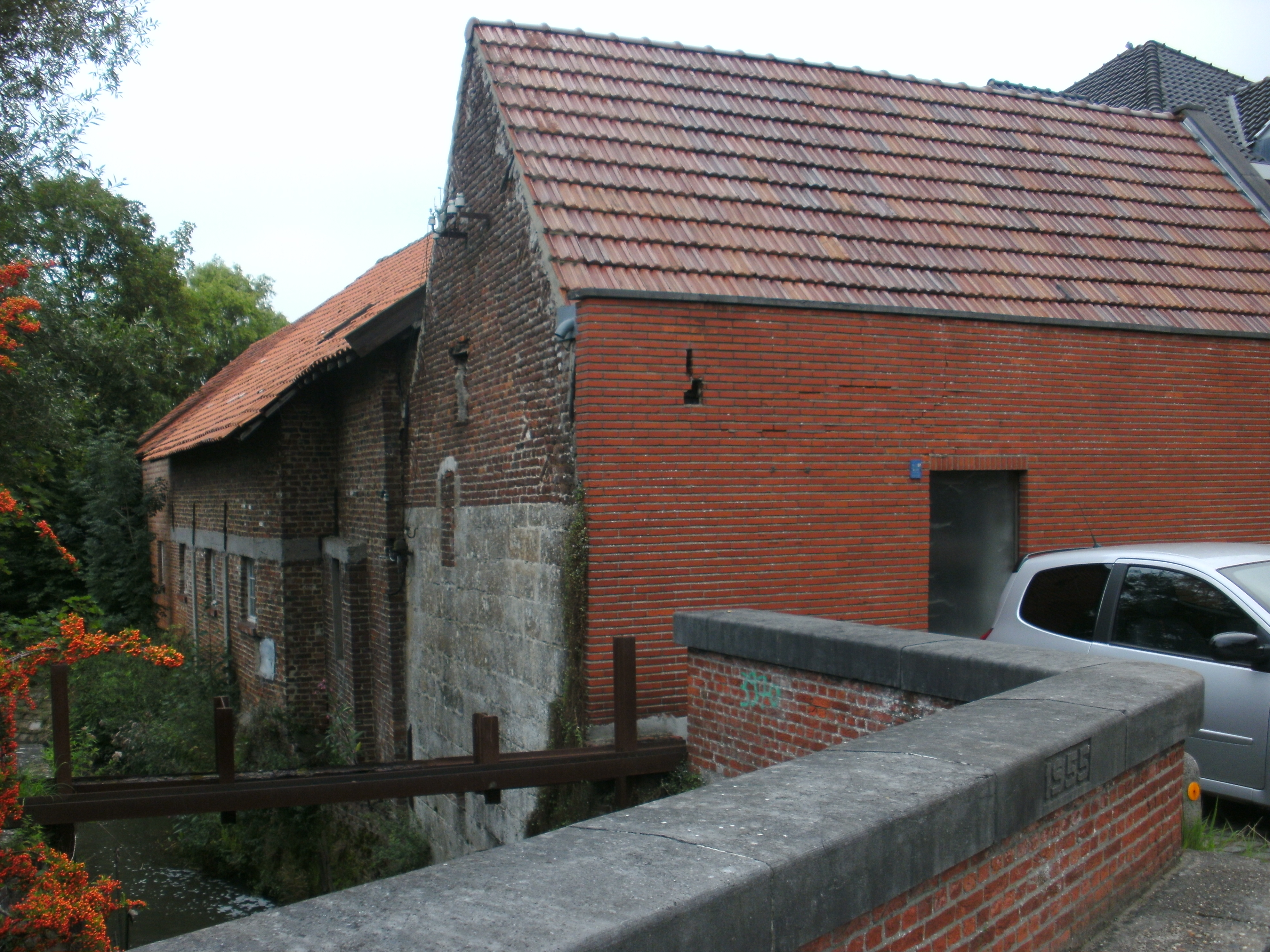
Van Der Biestmolen in Erpe
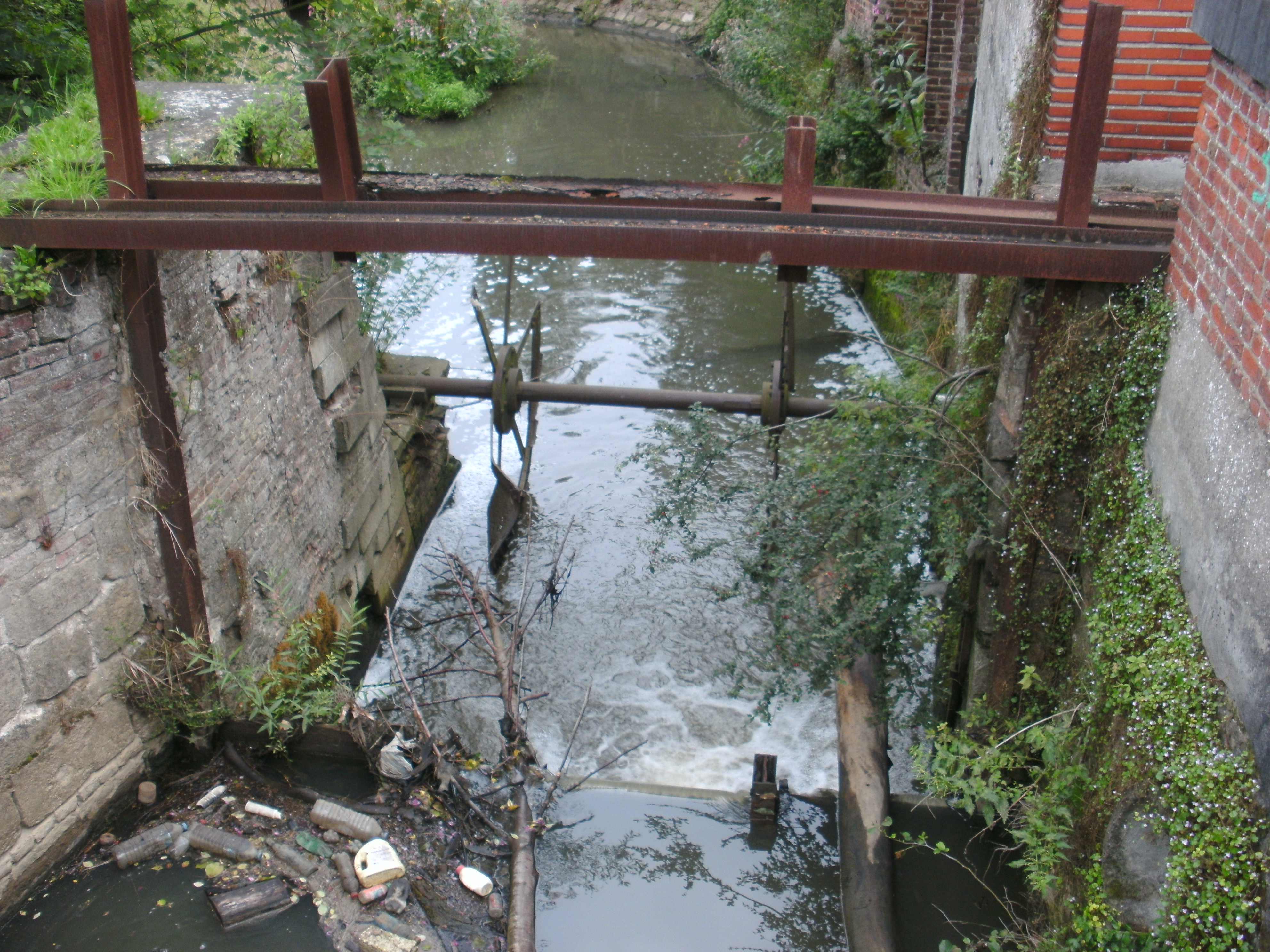
Wasserrad der Van Der Biestmolen in Erpe
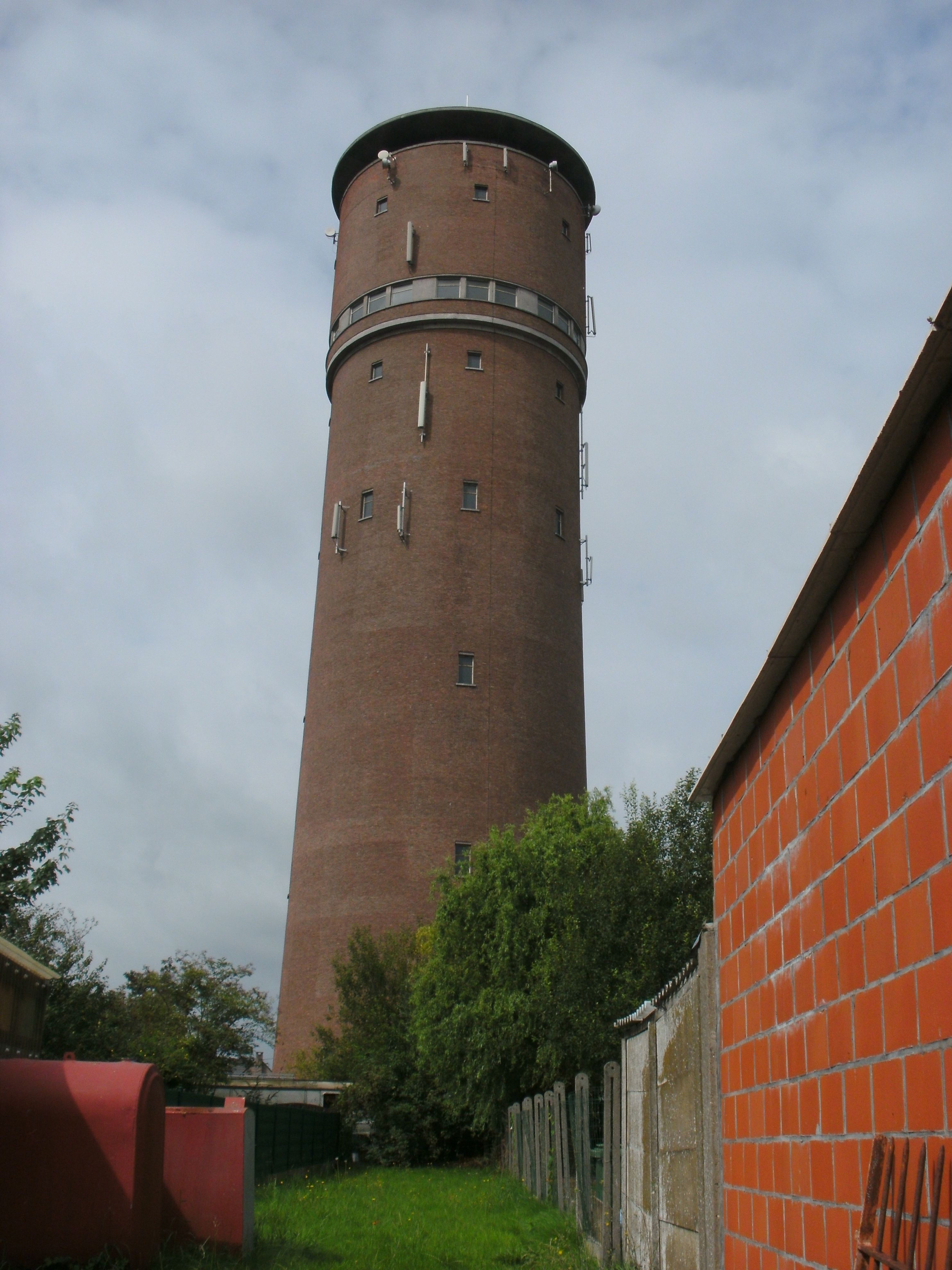
Wasserturm in Erpe
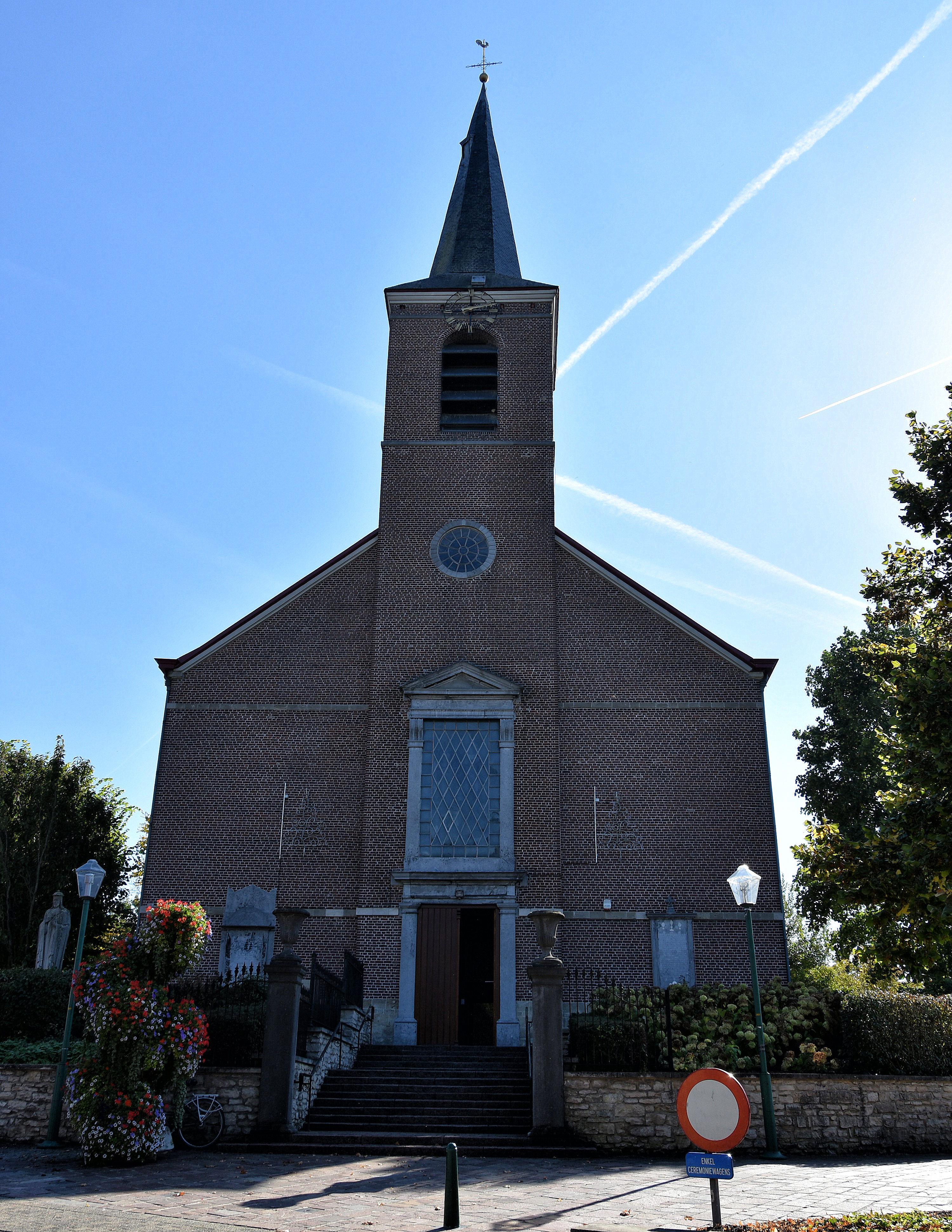
Die Kirche von Erpe
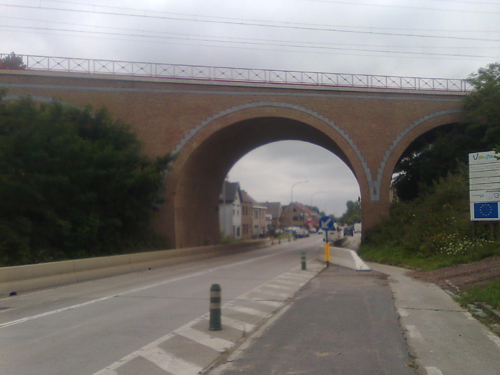
Die Eisenbahnbrücke von Erpe über den Oudenaardsesteenweg

## Tourismus
Durch Erpe verläuft die Molenbeekroute. Die Molenbeekroute ist ein Fahrradroute, bekannt sind vor allem die Mühlen der Gemeinde Erpe-Mere und zwei Bäche, die beide den Namen Molenbeek (Mühlenbach) tragen.

## Sport
Früher hatte Erpe zwei Fußballvereine im Königlich Belgischen Fußballverband (KBFV): FC Oranja Erpe und FC Edixvelde. Das belgische "National Clubhouse" des Motorradclubs "Blue Angels" befindet sich in Erpe.

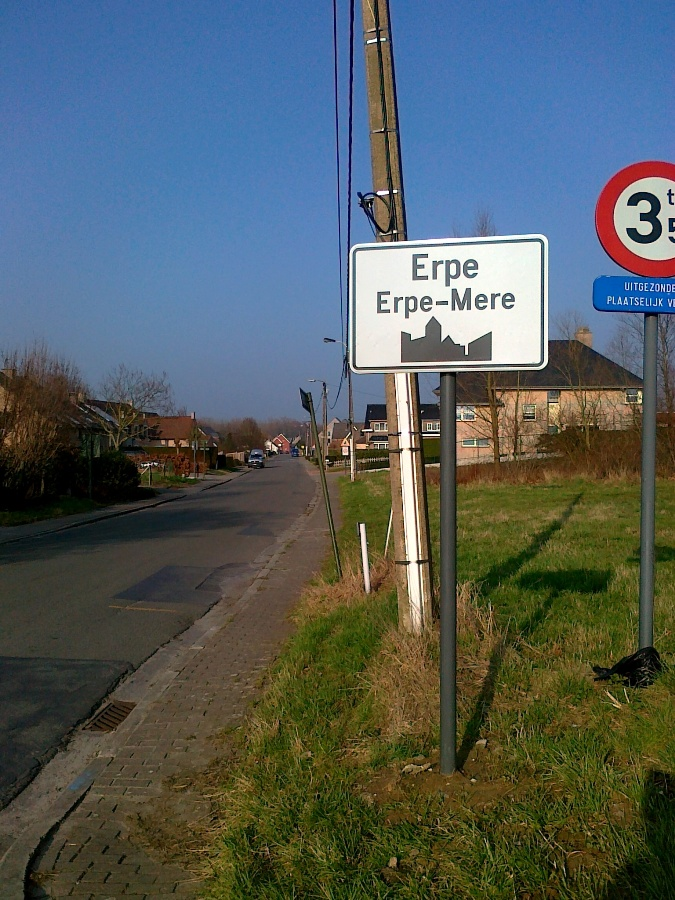
Beginn einer geschlossenen Ortschaft in Erpe
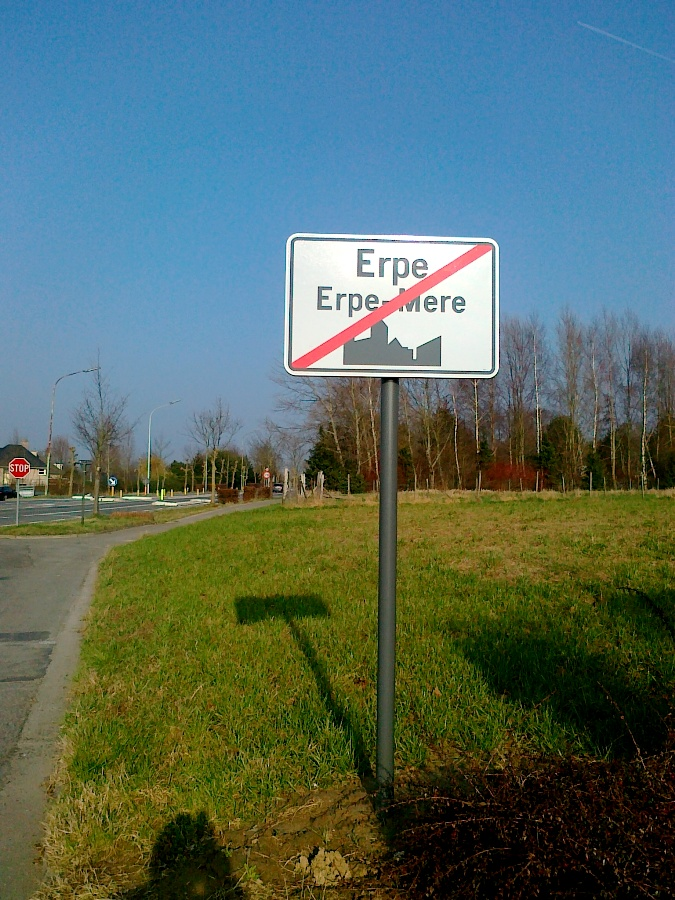
Ende einer geschlossenen Ortschaft in Erpe